# El Pla de Sant Tirs
El Pla de Sant Tirs es una localidad perteneciente al municipio de Ribera de Urgellet, en la provincia de Lérida, comunidad autónoma de Cataluña, España. 

## Historia
El municipio de Pla de Sant Tirs desapareció en 1968, al fusionarse con los de Arfa, Parroquia de Ortó y Tost para formar el nuevo término municipal de Ribera de Urgellet.

## Demografía
| Gráfica de evolución demográfica de Pla de Sant Tirs entre 1842 y 1960 |
| |
| Población de derecho según los censos de población del INE Población de hecho según los censos de población del INEEn este censo se denominaba Pla: 1842 Entre el censo de 1970 y el anterior, este municipio desaparece porque se integra en el municipio 25185 (Ribera de Urgellet) |

En 2019 contaba con 362 habitantes.